# Sabrina Frey

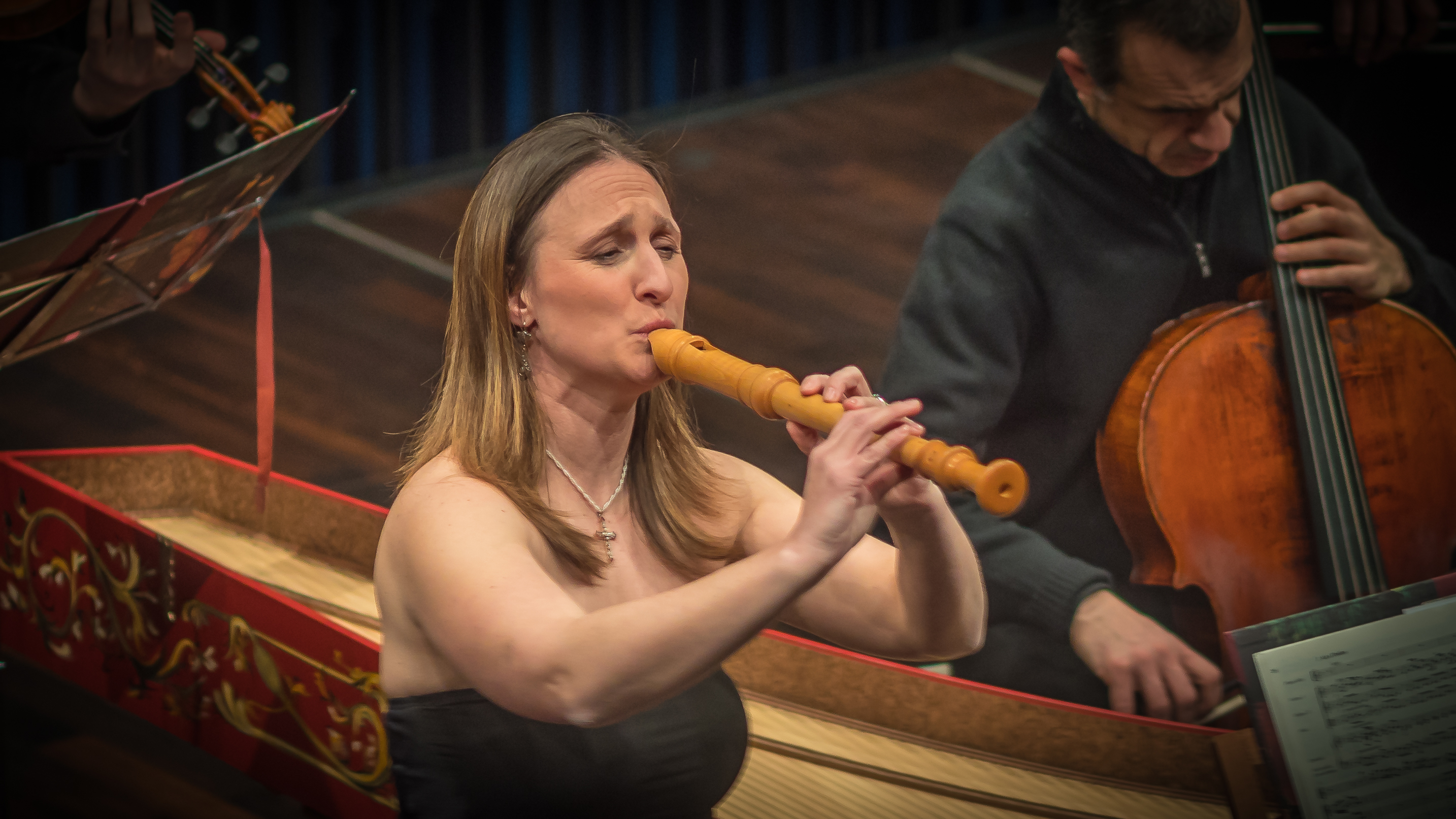
Sabrina Frey im Strawinsky Saal in Donaueschingen (2017)

Sabrina Frey (* 1978 in Luzern) ist eine Schweizer Blockflötistin.

## Leben
An der Universität für Musik und darstellende Kunst in Wien, an der Musikhochschule Freiburg im Breisgau und an der Hochschule für Musik und Theater Zürich, wo sie die Meisterklasse von Kees Boeke besuchte, schloss Sabrina Frey die Diplome der Pädagogischen und Künstlerischen Ausbildung sowie das Konzertdiplom mit Auszeichnung ab.
Als Solistin und Kammermusikerin ist Sabrina Frey Preisträgerin internationaler Wettbewerbe und erhielt zahlreiche Auszeichnungen. Konzerteinladungen führen Sabrina Frey durch Europa, nach Japan, Indien und zu internationalen Festivals wie den Festspielen Mecklenburg-Vorpommern, den Telemann Musiktagen Magdeburg, dem Montreux Jazz Festival, dem International Music Festival Stavanger in Norwegen, oder den Festspielen Malmö in Schweden.
2004 debütierte die Blockflötistin mit dem renommierten Zürcher Kammerorchester in der Tonhalle Zürich. Ferner trat sie mit der Internationalen Bachakademie Stuttgart unter Helmuth Rilling, dem Ensemble Vocal et Instrumental de Lausanne, der Batzdorfer Hofkapelle, dem Ensemble ASPECTE, dem Artesonado Quartett und dem SADASTAN Quartett auf.  Als Kammermusikerin arbeitet Sabrina Frey mit Musikern wie Maurice Steger, Naoki Kitaya, Fiorenza de Donatis, und den Cembalisten Michael Behringer und Vital Julian Frey zusammen.
Sabrina Frey arbeitet mit zeitgenössischen Komponisten wie Moritz Eggert, Gabriele Manca, Agnes Dorwarth, Martin Derungs, Paul Leenhouts, Max E. Keller und Kees Boeke.

## Auszeichnungen und Preise (Auswahl)
- 1990 bis 1997 Fünf 1. Bundespreise und drei weitere Bundespreise Jugend musiziert (Blockflöte und Klavier)
- 1996 Erlanger Preis für die Beste Interpretation Zeitgenössischer Musik
- 1996 bis 2001 Stipendiatin und Sonderpreise der  Deutschen Stiftung Musikleben
- seit 1996 Stipendiatin Jeunesses Musicales International
- 1999 Festa Special Award des Kammermusik Wettbewerbes Osaka
- 2002 Förderpreis Orpheus Konzerte Schweiz